# Пыл-Пуги
Пыл-Пуги (арм. Պըլը Պուղի) — персонаж армянского фольклора. Шут при дворе дворянина Мелика Шахназара.

## Описание

### Образ
Пыл-Пуги, с армянского «сумасшедший Пуги», занимает сатирический образ хитреца-балагура, шута-острослова, стоящего у трона сильных мира сего и позволяющего себе высмеивать их недостатки. Само имя Пуги уменьшительное от Погос.

### Прототип персонажа
Народное поверье, а также ряд исследователей, в числе которых известный армянский фольклорист М. В. Бархударянц, утверждают, что Пыл-Пуги в действительности существовал. Он родился в селе Чанахчи в 1713 году, а умер в 1815, похоронен на границе города Шуша, у села Аркатала.